# Korsós István
Korsós István, (Budapest, 1941. július 30. – 1996. május 13.) labdarúgó, csatár, balszélső.

## Pályafutása

### Klubcsapatban
A Budapesti Porcelán csapatában kezdte a labdarúgást, majd 1963-ig a Zalaegerszegi Dózsa labdarúgója volt. Innen igazolt a Győri Vasas ETO-hoz, ahol 1963 őszén megszerezte első bajnoki címét. 1966-ban visszaigazolt a fővárosba és a Vasas 1966-os bajnok csapatának a tagja volt. Három idény után ismét győri színekben szerepelt 1972-ig. 1973 nyarán a Bábolnai SE játékosa lett. 1977-ben a Komáromi AC-hoz igazolt. 1979-től a Főtaxiban szerepelt.

### A válogatottban
1966-ban egy alkalommal szerepelt a válogatottban. Hétszeres B-válogatott (1963–67, 2 gól), kétszeres utánpótlás válogatott (1964, 1 gól), ötszörös Budapest-válogatott (1965–67).

## Sikerei, díjai
- Magyar bajnokság
  - bajnok: 1963-ősz, 1966
  - 3.: 1968
- Magyar kupa (MNK)
  - döntős: 1964
- Bajnokcsapatok Európa-kupája (BEK)
  - elődöntős: 1964–65
  - negyeddöntős: 1967–68

## Statisztika

### Mérkőzése a válogatottban
| Magyarország | Magyarország         | Magyarország         | Magyarország | Magyarország | Magyarország  | Magyarország | Magyarország | Magyarország |
| #            | Dátum                | Helyszín             | Hazai        | Eredmény     | Vendég        | Kiírás       | Gólok        | Esemény      |
| ------------ | -------------------- | -------------------- | ------------ | ------------ | ------------- | ------------ | ------------ | ------------ |
| 1.           | 1966. szeptember 28. | Budapest, Népstadion | Magyarország | 4 – 2        | Franciaország | barátságos   | -            |              |
|              | Összesen             |                      |              | 1            | mérkőzés      |              | 0            | gól          |